# Loña del Monte (Nogueira de Ramuín)
Loña del Monte (llamada oficialmente San Salvador de Loña do Monte) es una parroquia  del municipio español de Nogueira de Ramuín, en la provincia de Orense, Galicia.

## Toponimia
La parroquia también es conocida por el nombre de San Salvador de Loña del Monte.

## Organización territorial
La parroquia está formada por seis entidades de población:
- A Eirexa
- Requeixo
- Souto
- Fondodevila
- Villouriz
- As Raposas

## Demografía

### Parroquia
| Gráfica de evolución demográfica de Loña del Monte (parroquia) entre 2000 y 2023 |
|                                                                                  |
| Datos según el nomenclátor publicado por el INE.                                 |